# Charenton-le-Pont
Charenton-le-Pont ist eine französische Gemeinde im Département Val-de-Marne, in der Region Île-de-France. Sie liegt südöstlich von Paris an der Mündung der Marne in die Seine und grenzt an die Metropole. Die Einwohner werden Charentonnais genannt.
Die Gemeinde hat 28.756 Einwohner (Stand 1. Januar 2022) und eine Fläche von 1,85 km².

## Geschichte

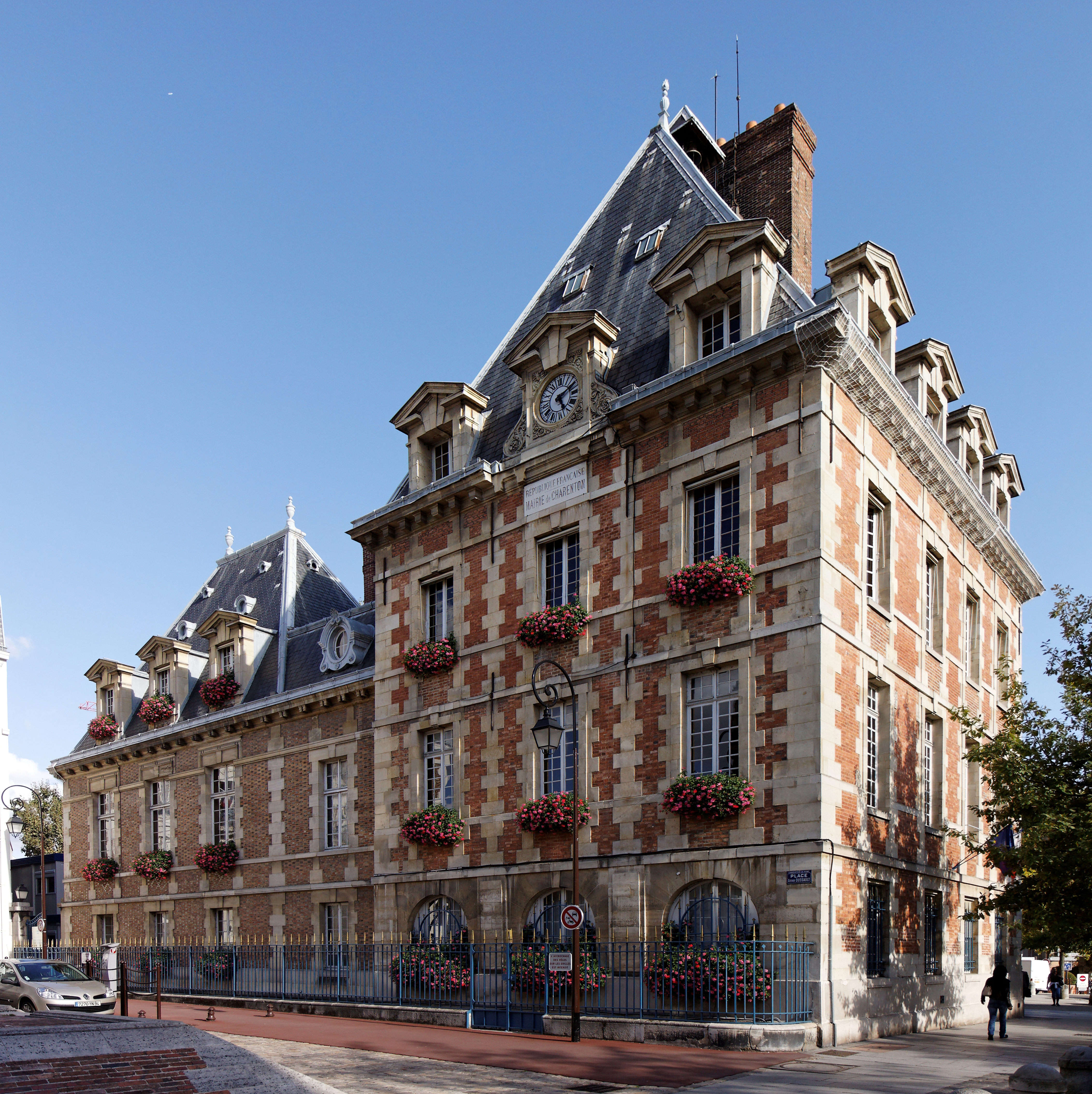
Das Rathaus von Charenton-le-Pont

Vor der Stadt Paris, in Charenton, errichteten die Hugenotten 1624 eine evangelische Kirche mit 4000 Plätzen nach Plänen des Architekten Salomon de Brosse. Denn es war ihnen damals verboten, in der Stadt Paris reformierte Gottesdienste durchzuführen. 1685, im selben Jahr als mit dem Edikt von Fontainebleau die Ausübung des evangelischen Glaubens verboten wurde, wurde auch dieses Gotteshaus zerstört.
Als die Barmherzigen Brüder sich in Charenton-Saint-Maurice niederließen (10. Mai 1645), ging es ihnen darum, ein Hospital zu errichten, in dem die kranken Armen – unter ihnen auch die Geisteskranken – aufgenommen werden sollten. Das Hospiz zu Charenton (auch Asile de Charenton) unterschied sich ansonsten nicht von anderen Hospitälern der Charité (Barmherzigkeit), wie sie sich seit der Gründung des Ordens der Barmherzigen Brüder im Jahre 1640 in Europa ständig ausgebreitet hatten.
Im 19. Jahrhundert wurden die Gebäude im Stil des Neoklassizismus neu errichtet. Im Jahr 1973 wurde das Hospital nach dem Psychiater Jean-Étienne Esquirol benannt, der dort im 19. Jahrhundert wirkte. Zum 1. Januar 2011 fusionierte das Haus mit einer anderen Klinik zu den Hôpitaux de Saint-Maurice (Krankenanstalten von Saint-Maurice). Sie befinden sich auf dem Gemeindegebiet von Saint-Maurice (Val-de-Marne).

## Verkehr
- Charenton ist mit den Stationen Liberté und Charenton – Écoles der Métrolinie 8 an das Netz des Pariser Nahverkehrs angeschlossen.
- Die Autoroute A4 (Autoroute de L’Est Paris – Straßburg) verläuft im Süden der Gemeinde am Ufer der Seine und Marne. An der Anschlussstelle Nr. 2 besteht in Richtung Paris eine Ausfahrtmöglichkeit und Richtung Straßburg eine Zu- und Abfahrt.

## Wirtschaft
Der Ort ist u. a. Sitz eines der weltweit größten Brillenherstellers EssilorLuxottica.

## Sehenswürdigkeiten
Siehe auch: Liste der Monuments historiques in Charenton-le-Pont

### Château de Conflans

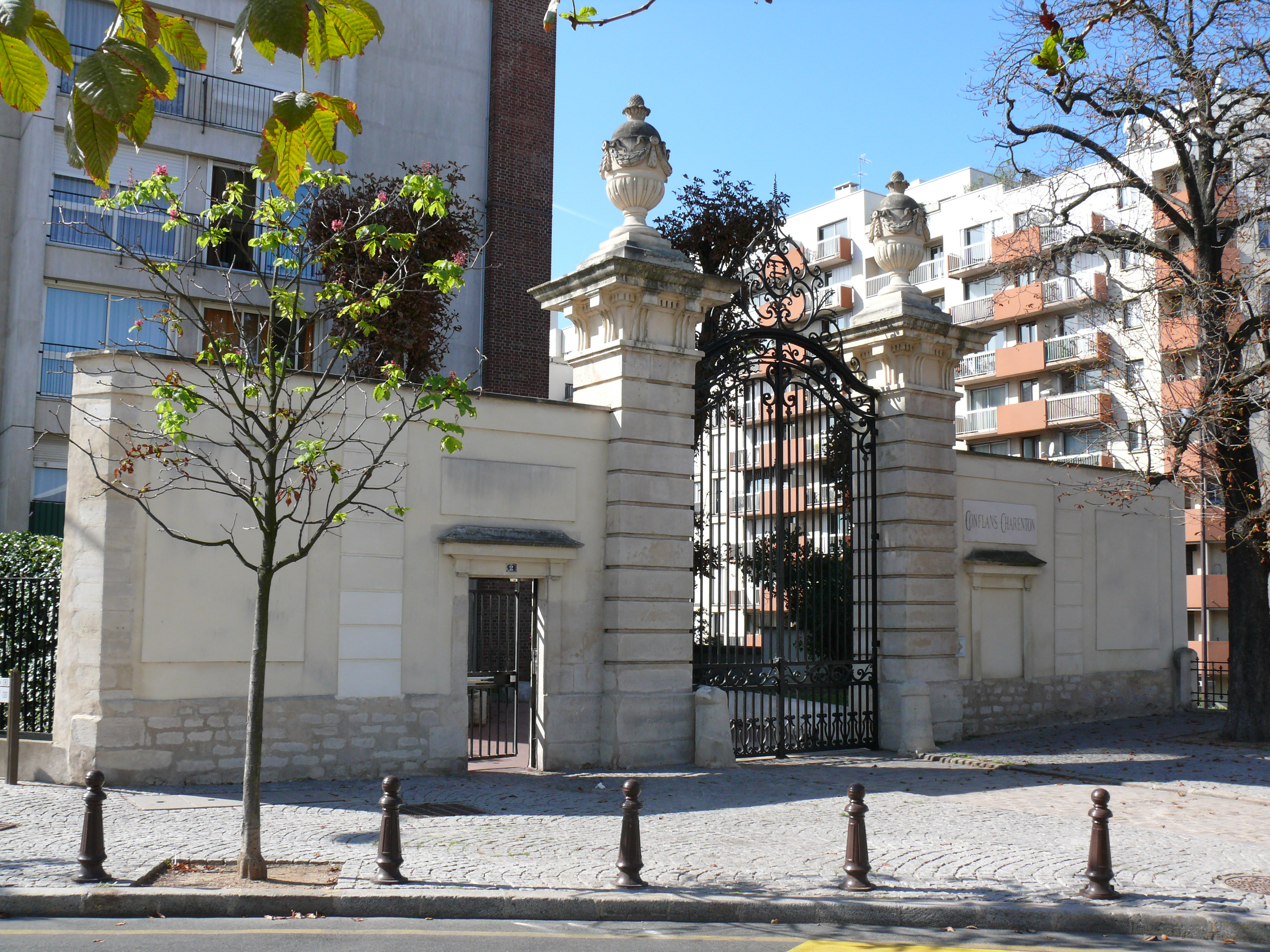
Portal des Château de Conflans inmitten neuer Wohnbebauung

Eines der wesentlichen Bauwerke innerhalb der Stadt war das Château de Conflans, von dem heute nur noch das Eingangstor steht. In dieser Burg heirateten am 9. Oktober 1329 Johanna II. Königin von Navarra und Philipp von Évreux; Johanna starb hier am 6. Oktober 1349.

## Städtepartnerschaften
Charentons Partnerstädte sind
- Berlin-Tempelhof und Büren in Deutschland
- Trowbridge in Großbritannien
- Zichron Ja’akow in Israel
- Borgo Val di Taro in Italien

## Persönlichkeiten
- Charles Drelincourt (1633–1697), Mediziner und Anatom
- Louis Laufray (1881–1970), Schwimmer und Wasserballspieler
- Odette Monard (1903–1989), Schwimmerin
- Marcel Langiller (1908–1980),  Fußballspieler und Vereinsfunktionär
- Shlomo Pines (1908–1990), israelischer Philosoph
- Philippe Léger (1938–2023), Jurist und Generalanwalt am Europäischen Gerichtshof
- Jean-Pierre Jarier (* 1946), Automobilrennfahrer
- Alain Lipietz (* 1947), Ingenieur, Ökonom und Politiker der französischen Grünen
- Évelyne Bouix (* 1953), Theater- und Filmschauspielerin
- Lola Doillon (* 1975), Schauspielerin, Drehbuchautorin und Regisseurin
- Alexandra Jupiter (* 1990), Volleyball- und Beachvolleyballspielerin
- Grégoire Barrère (* 1994), Tennisspieler
- Alice Sombath (* 2003),  Fußballspielerin